# Bonn Capitals
I Bonn Capitals sono una squadra di baseball tedesca con sede a Bonn. Milita nella massima serie del campionato nazionale, la Bundesliga.

## Storia
La squadra venne fondata nel 1989 e nei primi anni giocò nei campionati regionali, per poi essere promossa in 2. Bundesliga nel 1993 ed in Bundesliga nel 1994. Già nel 1996, alla seconda partecipazione, i Capitals furono in grado di arrivare in semifinale dei play-off e di vincere la Coppa di Germania. Nel 1999 raggiunsero la finale di campionato, ma furono sconfitti dai Paderborn Untouchables.
Per circa dieci anni non ottennero più risultati di rilievo in Bundesliga, ma dal 2010 ripresero a disputare regolarmente i play-off. Il primo titolo nazionale è arrivato nel 2018, quando hanno battuto in finale l'Heidenheim Heideköpfe che all'ultimo atto li aveva sconfitti l'anno precedente, così come nel 2019 e nel 2020.
Nel 2021 raggiungono il loro massimo risultato in campo europeo: nell'European Champions Cup battono i Neptunus Rotterdam in semifinale, ma in finale perdono da Parma. Anche in campionato devono accontentarsi della seconda piazza, di nuovo dietro all'Heidenheim. Nel 2022 vincono la Bundesliga e sono di nuovo sul podio europeo, in questo caso sul gradino più basso.

## Palmarès
- Campionati tedeschi: 2

2018, 2022
- Coppe di Germania: 1

1996

### Altri piazzamenti
- Campionato tedesco:

secondo posto: 1999, 2017, 2019, 2020, 2021
- Coppa di Germania:

finalista: 2006
- Coppa Campioni:

finalista: 2021
terzo posto: 2022
- Coppa CEB:

finalista: 2018
- Coppa delle Coppe:

terzo posto: 2000